# Морнингсајд (Мериленд)
Морнингсајд (енгл. Morningside) град је у америчкој савезној држави Мериленд.

## Демографија
По попису из 2010. године број становника је 2.015, што је 720 (55,6%) становника више него 2000. године.
| Група             | 2000.       | 2010.         |
| Белци             | 532 (41,1%) | 350 (17,4%)   |
| Афроамериканци    | 664 (51,3%) | 1.356 (67,3%) |
| Азијати           | 27 (2,1%)   | 79 (3,9%)     |
| Хиспаноамериканци | 40 (3,1%)   | 174 (8,6%)    |
| Укупно            | 1.295       | 2.015         |